# Alchemilla curaica
Alchemilla curaica é uma espécie de rosácea do gênero Alchemilla, pertencente à família Rosaceae.